# Howard Devoto
Howard Devoto, född Howard Andrew Trafford den 15 mars 1952 i Scunthorpe i Lincolnshire, är en brittisk sångare, låtskrivare och musiker.

## Karriär
Devoto började sin karriär i punkgruppen Buzzcocks som han lämnade redan 1977 efter bara en utgiven skiva (EP:n Spiral Scratch) och ett fåtal konserter. Därefter bildade han den inflytelserika postpunkgruppen Magazine som gav ut flera kritikerrosade album och fick mindre singelhits som "Shot By Both Sides" och "A Song From Under the Floorboards". Efter att Magazine splittrades 1981 inledde Devoto en solokarriär och gav 1983 ut soloalbumet Jerky Versions of the Dream. Året därpå medverkade han med sång på en låt med This Mortal Coil. 1988 bildade han duon Luxuria som gav ut två album. Därefter drog sig Devoto tillbaka från musikbranschen men återkom 2009 med ett återförenat Magazine.

## Diskografi

### Solo
Studioalbum
- 1983 – Jerky Versions Of The Dream

Singlar
- 1983 – "Rainy Season"
- 1983 – "Cold Imagination"

### Med Buzzcocks
EP
- 1977 – Spiral Scratch

### Med Luxuria
Studioalbum
- 1988 – Unanswerable Lust
- 1990 – Beast Box

Singlar
- 1987 – "Redneck"
- 1988 – "Public Highway"
- 1990 – "Jezebel"
- 1990 – "The Beast Box Is Dreaming"

### Med ShelleyDevoto
Studioalbum
- 2002 – Buzzkunst